# Luke Hemsworth

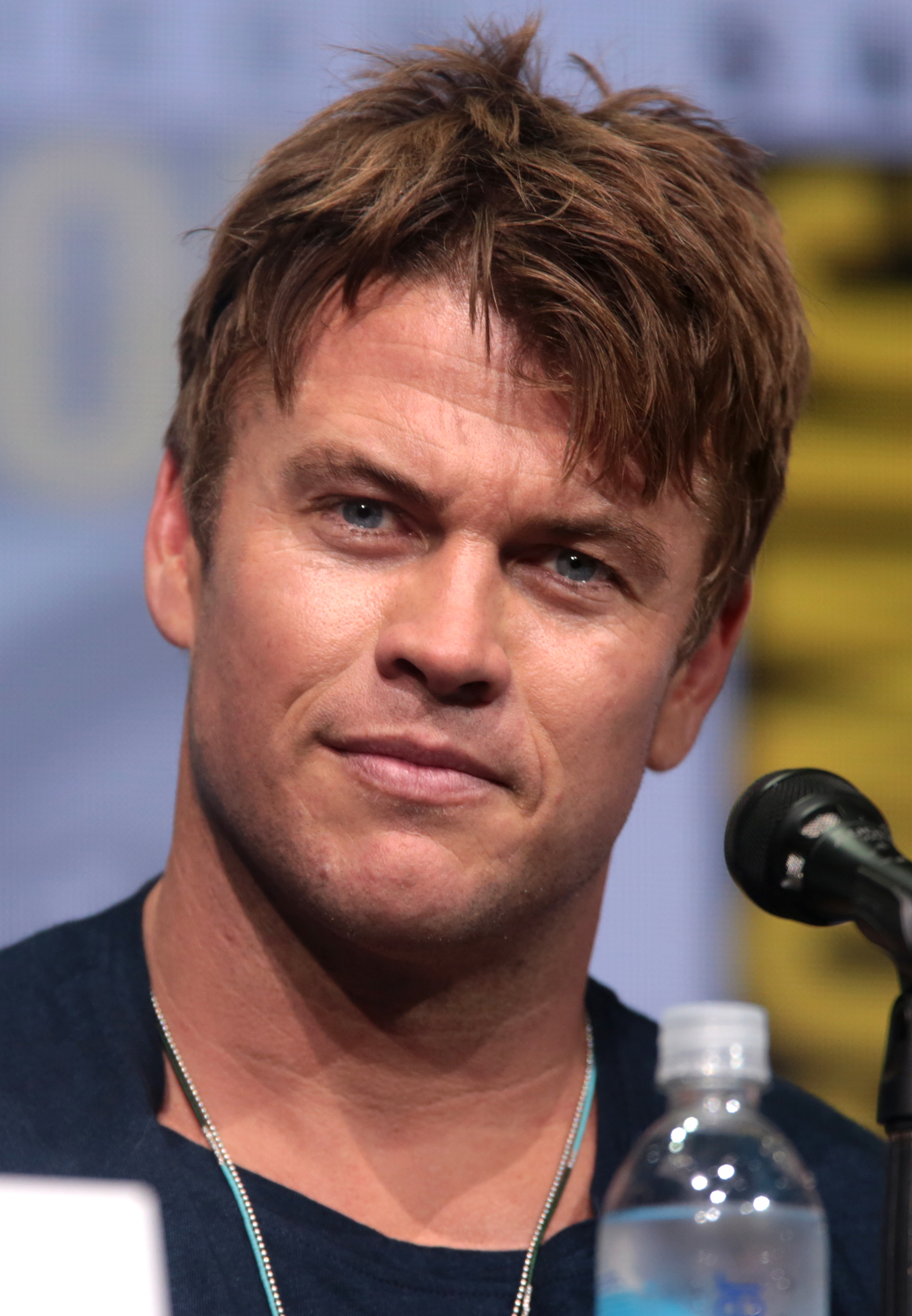
Luke Hemsworth bei der Comic-Con in San Diego 2017

Luke Hemsworth (* 5. November 1980 in Melbourne, Victoria) ist ein australischer Schauspieler.

## Leben
Hemsworth wuchs mit seinen Brüdern Chris und Liam, die ebenfalls als Schauspieler tätig sind, in Melbourne auf. Von 2001 bis 2008 spielte er in der Fernsehserie Nachbarn die Rolle des Nathan Tyson. Daneben übernahm er Gastrollen in verschiedenen Fernsehserien. 2016 übernahm er als Ashley Stubbs eine Hauptrolle in der Serie Westworld.
Mit seiner Ehefrau Samantha hat er drei Töchter und einen Sohn.

## Filmografie (Auswahl)
- 2001–2008: Nachbarn (Neighbours, Fernsehserie, 13 Folgen)
- 2003: Der Sattelclub (The Saddle Club, Fernsehserie, eine Folge)
- 2004: Blue Heelers (Fernsehserie, zwei Folgen)
- 2005: Last Man Standing (Fernsehserie, drei Folgen)
- 2005: All Saints (Fernsehserie, eine Folge)
- 2007: Satisfaction (Fernsehserie, eine Folge)
- 2008: Elephant Princess (The Elephant Princess, Fernsehserie, eine Folge)
- 2009: Carla Cametti PD (Fernsehserie, eine Folge)
- 2009: Tangle (Fernsehserie, zwei Folgen)
- 2012: Bikie Wars: Brothers in Arms (Miniserie)
- 2013: The Anomaly
- 2014: Kill Me Three Times – Man stirbt nur dreimal (Kill Me Three Times)
- 2015: Infini
- 2016: The Osiris Child (Science Fiction Volume One: The Osiris Child)
- 2016–2022: Westworld (Fernsehserie)
- 2017: Hickok
- 2017: Encounter
- 2017: Thor: Tag der Entscheidung (Thor: Ragnarok)
- 2018: We Are Boats
- 2018: River Runs Red
- 2018: Encounter
- 2019: Crypto – Angst ist die härteste Währung (Crypto)
- 2020: Death of Me
- 2022: Thor: Love and Thunder
- 2022: Bosch & Rockit
- 2023: Next Goal Wins
- 2024: Land of Bad